# مسعود کیومرثی
مسعود کیومرثی (متولد ۱۲ دی ۱۳۷۲) بازیکن فوتبال ایرانی می‌باشد. وی بازیکن راه‌آهن تهران می‌باشد؛ همچنین بازیکن اسبق تیم‌های نفت مسجد سلیمان، فوتبال صبای قم می‌باشد.
کیومرثی فصل ۹۳–۹۴ در مسجد سلیمان توپ می‌زد، جزو سهمیه زیر ۲۳ سال محسوب می‌شود و با نظر صمد مرفاوی به برای فصل ۹۴–۹۵ به باشگاه فوتبال صبا درآمده و در نیم فصل لیگ به تیم باشگاه راه‌آهن تهران پیوست.